# مؤسسة الحياة البرية الإفريقية
مؤسسة الحياة البرية الأفريقية (إيه دبليو إف)، هي منظمة حفظ دولية رائدة تهتم بالحياة البرية والأراضي البرية في أفريقيا بشكل حصري.
صُممت برامج هذه المؤسسة واستراتيجيات الحفظ لحماية الحياة البرية والأراضي البرية في أفريقيا وضمان مستقبل أكثر استدامة لشعوب أفريقيا. وتعمل المؤسسة على حماية الحياة البرية في أفريقيا وأراضيها البرية ومواردها الطبيعية.
منذ تأسيسها في عام 1961، عملت المنظمة على حماية الأنواع المهددة بالانقراض والأراضي، وشجعت مؤسسات الحفظ التي تعود بالفائدة على المجتمعات الأفريقية المحلية، ودربت المئات من المواطنين الأفارقة على الحفظ - وكل ذلك لضمان بقاء تراث الحياة البرية الفريد في أفريقيا.

## السنوات الأولى
تأسست مؤسسة قيادة الحياة البرية الأفريقية (إيه دبليو إل إف) في عام 1961 من قبل راسل إي ترين، وهو قاضٍ ثري وصياد وعضو في نادي سفاري واشنطن. أما الأعضاء المؤسسون الآخرون لنادي سفاري هم نيك أروندل، ضابط قتال سابق في فيلق البحرية الأمريكية وصحفي، وكيرميت روزفلت جونيور، من وكالة المخابرات المركزية (سي أي إيه)، وجيمس إس باغ، رجل أعمال، وموريس ستانس، الذي أصبح فيما بعد رئيسًا ماليًا لريتشارد نيكسون.
كان ترين قلقًا من استبدال مديري المتنزهات الأوروبيين وجعل الأفارقة غير المؤهلين يتولون أعمال الحفظ مع حصول الدول الأفريقية على استقلالها. إذ نالت عشرون دولة أفريقية استقلالها في عامي 1960 و1961. كتب ترين «في تنجانيقا وحدها، أمرت الحكومة مؤخرًا بجعل نسبة الأفارقة 100% في خدمة الحراسة بحلول عام 1966! ... إن استبدال رجال غير مدربين وغير مؤهلين بالموظفين الأوروبيين يسبب كارثة للحرس». ورأى أنه من الملح تدريب الأفارقة ليصبحوا محترفين في ما يخص الحياة البرية. 
كانت أول منحة رئيسية من المؤسسة هي 47000 دولار للمساعدة في تأسيس كلية إدارة الحياة البرية الأفريقية في مويكا، تنزانيا عام 1963. ونُظمت الكلية من قبل بروس كينلوك، رئيس حرس الصيد في تنجانيقا، لتكون مؤسسة رائدة لتدريب مديري الحياة البرية الأفريقية. وجرى توفير التمويل لمويكا من قبل الوكالة الأمريكية للتنمية الدولية، وجمعية علم الحيوان في فرانكفورت، مع تسهيلات تبرعت بها حكومة تنجانيقا. وبحلول عام 2010، قامت الكلية بتدريب أكثر من 4500 مدير للحياة البرية من 28 دولة أفريقية و 18 دولة غير أفريقية. 
في عام 1963، بدأت المؤسسة برنامجًا للمنح الدراسية لجلب الشباب الأفريقيين إلى الجامعات الأمريكية حيث يمكنهم دراسة علم الأحياء وإدارة الحياة البرية. وبنت المؤسسة مركزًا تعليميًا للحفاظ على البيئة في نفس العام، يقع عند مدخل حديقة نيروبي الوطنية. في عام 1967، قدمت المؤسسة 50 ألف دولار لتمويل بناء معهد للأبحاث في تنزانيا. وفي عام 1970، أُنشأت مدرسة لإدارة الحياة البرية في غاروا، والكاميرون، وجرى التدريس باللغة الفرنسية. خلال السبعينيات والثمانينيات من القرن العشرين، استمرت مؤسسة قيادة الحياة البرية الأفريقية بتمويل الطلاب، وساعدت أيضًا في مشاريع الحفظ، غالبًا ما كانت توفر لوازم مثل الخيام وقطع غيار المركبات ومضخات المياه ومعدات التصوير الفوتوغرافي بدلًا من المال.
في عام 1969، أخذت المؤسسة زمام المبادرة في حملة دعمتها مجموعات حفظ أخرى لحماية وحيد القرن. وفي عام 1974 بدأت المؤسسة برنامجًا لدراسة الفهود. في عام 1983 أسقطت مؤسسة الحياة البرية الأفريقية كلمة «القيادة» من اسمها. وقد أصيب ترين بخيبة أمل بهذا التغيير، باعتبار أن المنظمة قد فقدت هدفها الأصلي. وبدلًا من ذلك، فقد أصبحت مجرد منظمة حفظ أخرى، تقدم التمويل للغربيين لإجراء البحوث على الحيوانات. ومع ذلك، كانت الأبحاث التي دعمتها مؤسسة الحياة البرية الأفريقية مثل أبحاث ديان فوسي على الغوريلا وأبحاث سينثيا موس على الفيلة مفيدة بشكل كبير.
كافحت المؤسسة لجمع الأموال. في عام 1968 كانت الميزانية السنوية أقل من 250 ألف دولار أمريكي. وفي عام 1988، وهو العام الذي أطلقت فيه المؤسسة حملة ضد الصيد غير المشروع للفيلة، كان لدى المؤسسة طاقم من ستة موظفين وميزانية سنوية تبلغ مليوني دولار فقط. وعندما بلغ عمر المؤسسة ثلاثين عامًا في 1991، استمرت هيمنة الأمريكيين الأثرياء على مجلس الأمناء، وقد خدم كثير منهم في مجالس أخرى غير ربحية.

## التوجهات الأخيرة
في السنوات الأخيرة، وضعت مؤسسة الحياة البرية الأفريقية نموذجًا لبرنامجها يتمحور حول ثلاثة أهداف: تمكين الناس، والحفاظ على الحياة البرية، وحماية الأرض. يشمل تمكين الناس شركات الحفظ التي تقدم فوائد وحوافز للمجتمعات المحلية، وتشرف على تدريب حماة البيئة الأفارقة وتعمل مع الحكومة لتحديد سياسة الحفظ. ويتضمن حفظ الحياة البرية الأبحاث في الأنواع وكيفية تفاعل هذه الأنواع مع الناس، وهو الأساس لتحديد البرامج التي يمكن أن يستفيد منها كل من البشر والحيوانات. 
لكن التوجه الرئيسي هو حماية الأرض، وضمان توفر المناظر الطبيعية المفتوحة الكبيرة للحياة البرية. وهذا يشمل دعم المناطق المحمية الموجودة، وإنشاء صناديق ائتمانية للأراضي الخاصة والعمل مع مجموعات المجتمع المحلي على حماية المواقع المميزة. ابتداءً من عام 1998، ركزت جهود حماية الأراضي على نهج الحفظ على مستوى المناظر الطبيعية.
كان دخل المؤسسة 19,333,998 دولارًا أمريكيًا في السنة المالية المنتهية في 30 يونيو 2009. وكان 8,582,55 دولار من هذا الدخل يأتي من دعم القطاع العام، و5,815,839 دولار من دعم الشركات والمؤسسات، و5,224,931 دولار هدايا من أفراد، و1,360,424 من هدايا موروثة. وقد أنفق 17,395,456 دولار على البرامج، و1,524,764 دولار على جمع الأموال، و1,262,056 دولار في الإدارة. وقُسم تمويل البرنامج إلى 14,174,224 دولار على برامج الحفظ، و 2,392,989 دولار على التعليم العام، و828,243 دولار على برامج العضوية.